# مارجريت أودو
مارجريت أودو (بالفرنسية: Marguerite Audoux)‏ (7 يوليو 1863 - 31 يناير 1937)، روائية فرنسية. حصلت على جائزة فيمينا الأدبية عام 1910م.